# 民主学刊
《民主学刊》（Journal of Democracy）是一份1990年起由美國國家民主基金會發行的學術期刊，每年出刊4次，內容為研究民主和民主運動的發展。據2012年發佈的期刊引證報告指，《民主期刊》的影響因子是1.147。

## 資料來源
1. ↑  .   [2014-05-23]. （原始内容存档于2014-05-13）.

## 外部連結
- 官方网站